# Grace VanderWaal
Grace VanderWaal est une auteure-compositrice-interprète, mannequin et actrice américaine, née le 15 janvier 2004 à Lenexa, dans le Kansas.
Elle obtient une large reconnaissance à un très jeune âge. Elle est considérée comme une enfant prodige par de nombreux professionnels du milieu musical, notamment pour ses performances vocales, ses talents de composition ainsi que la qualité et la profondeur de ses textes. Elle est connue pour son chant distinctif caractérisé par un léger éraillement de voix et s'accompagne souvent au ukulélé.

## Biographie
Grace Avery VanderWaal naît le 15 janvier 2004 à Lenexa, dans le Kansas.

### Débuts: 2016-2019
VanderWaal est repérée par les vidéos de ses chansons originales publiées sur Internet. Elle écrit et compose à l’âge de 11 ans, dans sa chambre, ses futurs titres I Don’t Know My Name ou encore Beautiful Thing. En septembre 2016, à 12 ans, elle remporte la onzième saison de l'émission de NBC America's Got Talent, en chantant des chansons originales,.
Le 2 décembre 2016, elle sort son premier EP, Perfectly Imperfect, avec le label Columbia Records. Perfectly Imperfect sera l'EP le plus vendu de l'année 2016. Elle tient ses premiers concerts, à Las Vegas, au Madison Square Garden de New York et apparaît dans plusieurs émissions de télévision.
Elle donne une représentation pendant l'ouverture et la fermeture des Jeux Mondiaux d'Hiver Special Olympics 2017 en Autriche.
Elle tient également un concert au festival de musique Austin City Limits Festival (ACL Fest), le 7 octobre 2017, rassemblant un public de plus d'un millier de personnes.
Elle reçoit en 2017 plusieurs distinctions : Radio Disney Music Award, Teen Choice Award (en tant que « Prochaine grande révélation ») ou encore le Billboard Women in Music Rising Star Award. Elle est également nommée quatre années consécutives dans la liste des jeunes étoiles montantes "21 Under 21" du magazine Bilboard, et dans la liste “30 Under 30” 2019, regroupant les nouvelles figures importantes de l’industrie, du magazine Forbes,.
Le 3 novembre 2017, elle sort son premier album, Just the Beginning et annonce sa tournée de concerts aux États-Unis qui affiche complet pour toutes les dates, quelques semaines seulement après l'annonce.

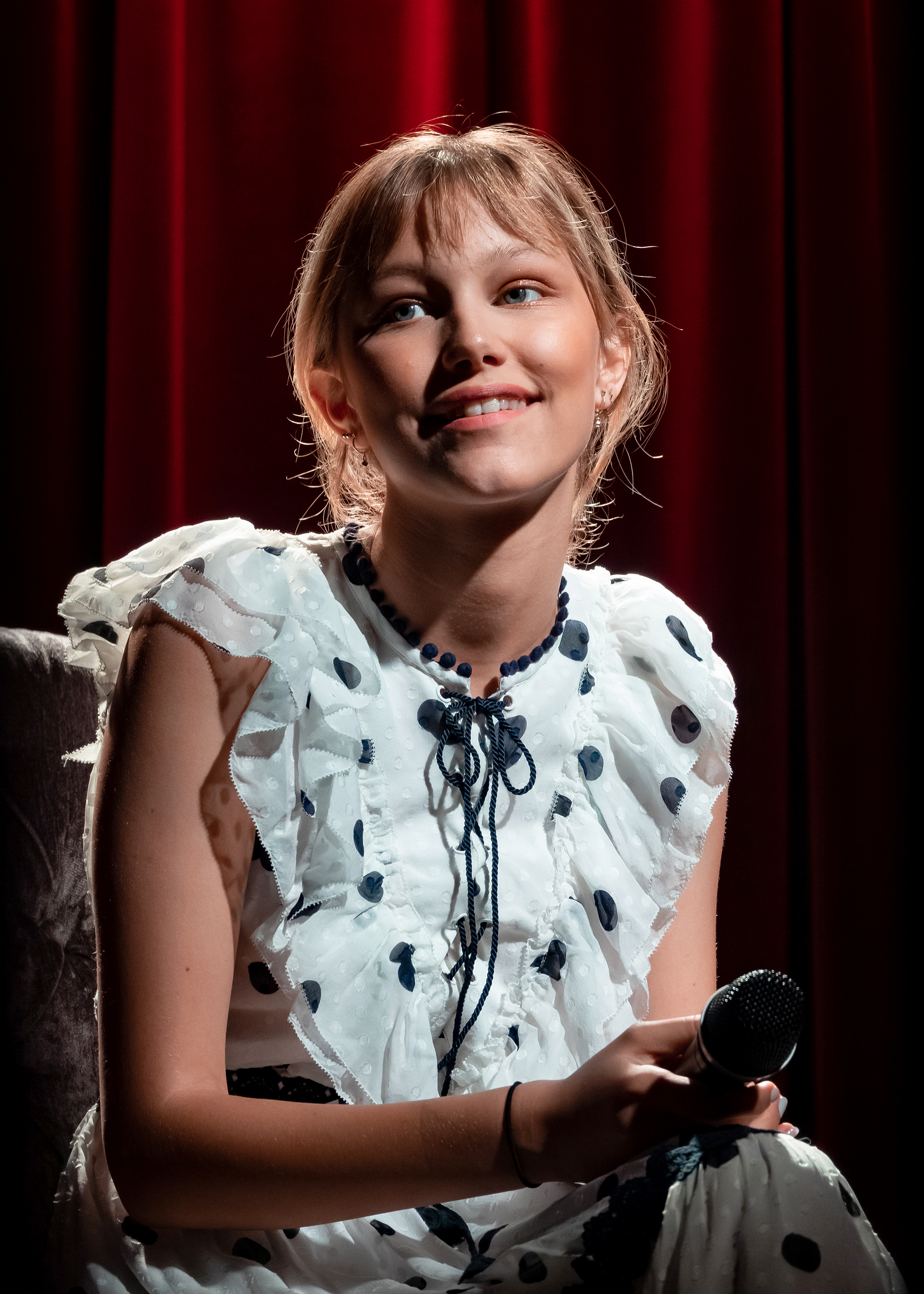
Grace VanderWaal en 2018.

Le 8 février 2018, pendant la tournée de l'album Just the Beginning, elle annonce la sortie prochaine de son nouveau single "Clearly", un réarrangement et une réécriture du tube des années 1970 "I Can See Clearly Now" de Johnny Nash. Le single est dévoilé le 30 mars 2018 par le biais d'un clip musical posté sur YouTube.
Une fois sa propre tournée terminée, Grace VanderWaal tient la première partie de la tournée de concerts en Amérique du Nord du Evolve World Tour du groupe de rock alternatif américain Imagine Dragons, du 5 juin au 10 août 2018.
Le 2 octobre 2018, Grace VanderWaal Signature Ukuleles, une nouvelle gamme de ukulélés Fender, voit le jour. À seulement 14 ans, Grace VanderWaal devient la plus jeune artiste de l’Histoire de la firme à obtenir une gamme d’instruments portant son nom,.
Elle fait ses premiers pas en tant qu'actrice dans le film Stargirl de Julia Hart, produit par Disney, dans lequel elle tient le rôle titre,. Le film est une adaptation du roman pour jeunes adultes du même titre de l'écrivain américain Jerry Spinelli.
Après presque un an d'absence dans les bacs, Grace VanderWaal annonce son retour avec la sortie de son nouveau single Stray le 22 février 2019 et évoque la sortie prochaine d’un nouvel EP. Elle considère ce deuxième EP comme étant celui où elle a réellement trouvé son propre "son" : 
« Je dirais que je pense avoir trouvé mon son. Avant, je partais un peu dans tous les sens -- dans mon premier album, on m'entend essayer de trouver mon son, et maintenant j'ai l'impression que ça y est. Comme si je savais qui j'étais. » — Grace VanderWaal, Bilboard Magazine, septembre 2018.
Pour annoncer la sortie du single "Stray", la chanteuse écrit une lettre ouverte à ses fans qu'elle enverra dans une enveloppe, accompagnée d'un poster signé de sa main, à plusieurs d'entre eux. Elle y écrit : « "Stray" (égaré) m'est très cher, pas seulement parce qu'il représente un nouveau départ dans mon parcours, mais parce qu'il parle de l'exaltant sentiment de peur et de liberté qu'on ressent lorsqu'on grandit. [...] ». "Stray" évoque aussi les difficultés que rencontre un artiste au moment d'écrire et de composer un titre. En effet, la chanteuse a complètement abandonné un EP complet qu'elle avait écrit pendant l'été 2018, ne le jugeant pas à la hauteur de ses espérances.
À la suite de la sortie des singles Ur So Beautiful en juin, Waste my Time en août et I Don’t Like You en octobre, le nouvel EP est annoncé comme étant en deux parties, dont la première intitulée Letters Vol.1  sort le 22 novembre 2019.
Ses titres Clay et Clearly sont utilisées dans la bande originale du film d'animation Nouvelle Génération, diffusé sur Netflix à partir du 7 septembre 2018.
En 2019, elle apparaît sur la bande originale du film d’animation Le Parc des Merveilles avec le titre Hideaway.
Elle tient la première partie du groupe Florence+The Machine du 5 au 9 juin 2019.

### 2021-présent
L'année 2021 marque un tournant dans la carrière de l'artiste. Grace VanderWaal a alors 17 ans et, en accord avec son label, souhaite briser l'image de petite fille modèle qui se dégage de sa carrière jusqu'alors. Le 24 février 2021, tout le contenu de son compte instagram, qui cumule à cette date plus de 3,7 millions de followers, est supprimé, afin de repartir sur une base neuve. VanderWaal annonce par la suite la sortie d'un nouveau single, intitulé Don't Assume What You Don't Know, qui se trouvera sur son prochain EP Letters Vol.2 dont la sortie prévue en 2020 a été repoussée en raison de la pandémie mondiale de Covid-19. Elle se présente alors cheveux courts, guitare à la main, dans un style vestimentaire et musical très rock. Bien que radicalement différent, ce nouveau style n'est pas en totale contradiction avec le reste de la carrière de l'artiste qui a toujours plus ou moins expérimenté divers genres musicaux, de la pop au jazz en passant par la folk, et enfin le rock.
Ce nouveau look, bien accueilli par la majorité des fans, lui vaut cependant quelques critiques. Certains la comparent à la chanteuse Britney Spears dans sa période la plus sombre. Dans une interview pour le magazine Nylon, VanderWaal déclare à ce propos : « Physiquement, je suis plus honnête et je suis plus moi-même que je ne l'ai jamais été. Cela ressort dans mon style vestimentaire et la façon dont je donne des interviews, mais surtout dans ma musique. [...] Je réalise que le monde est beaucoup plus sexiste que je ne le pensais. Les gens tirent des conclusions folles d'une femme qui a les cheveux courts, du genre : "elle fait une dépression nerveuse" ou "elle prend de la drogue". Qu'est-ce que cela révèle sur nous ? ».
Grace VanderWaal reprend son rôle dans la suite du film Stargirl aux côtés de Judy Greer et Uma Thurman, après le succès du premier volet sorti en 2020. Julia Hart revient à la réalisation pour ce second opus et VanderWaal écrit la bande originale,.
En 2022, elle est choisie pour tenir le rôle de Vesta Sweetwater dans Megalopolis de Francis Ford Coppola et participe à la composition de la bande originale du film. Elle interprète aussi deux chansons du film : My Pledge et No Turning Around.
En 2025, elle sort son deuxième album Childstar. Il s'agit d'un album concept qui revient sur son passé d'enfant star. Les singles What's Left of Me (2024), Call It What You Want (2024) et Babydoll (2025) feront partie de cet album, ainsi que le single Proud dévoilé le 20 mars 2025, qui sert d'introduction à l'album concept,.

## Discographie

### EPs
- 2016 : Perfectly Imperfect
- 2019 :  Letters Vol.1
- Prochainement : Letters Vol.2

### Albums
- 2017 : Just the Beginning
- 2025 : Childstar

### Singles
- 2017 : Moonlight
- 2017 : Sick of Being Told
- 2018 : City Song

- 2018 : Clearly

- 2019 : Stray
- 2019 : Hideway (chanson originale du film Le Parc des merveilles)
- 2019 :  Ur So Beautiful
- 2019 : Waste My Time
- 2019 : I Don't Like You

- 2020 : Today and Tomorrow (chanson originale du film Stargirl)

- 2021 : Don't Assume What You Don't Know
- 2022 : Repeat

- 2022 : Lion's Den

- 2023 : Boyfriends

- 2024 : Call It What You Want
- 2024 : What's Left Of Me
- 2024 : My Pledge (chanson originale du film Megalopolis)
- 2024 : No Turning Around (chanson originale du film Megalopolis)
- 2025 : Babydoll (featuring Aliyah)
- 2025 : Proud

## Filmographie
- 2020 : Stargirl de Julia Hart : Susan « Stargirl » Caraway
- 2022 : Hollywood Stargirl de Julia Hart : Susan « Stargirl » Caraway
- 2024 : Megalopolis de Francis Ford Coppola : Vesta Sweetwater

## Distinctions
| Année | Prix                                | Catégorie                     | Résultat |
| ----- | ----------------------------------- | ----------------------------- | -------- |
| 2016  | International Acoustic Music Awards | Meilleure interprète féminine | Nommée   |
| 2017  | Teen Choice Awards                  | Prochaine grande révélation   | Lauréate |
| 2017  | Radio Disney Music Awards           | Meilleur nouvel artiste       | Lauréate |
| 2017  | Bilboard Women In Music Awards      | Étoile montante               | Lauréate |
| 2018  | Japan Disc Gold Awards              | Nouvel artiste de l'année     | Lauréate |